# Ядро Земли

Модель Земли

Ядро́ Земли́ — центральная, наиболее глубокая часть планеты Земля, геосфера, находящаяся под мантией Земли и, предположительно, состоящая из железо-никелевого сплава с примесью других сидерофильных элементов. Глубина залегания — 2900 км. Средний радиус сферы — 3500 км. Разделяется на твердое внутреннее ядро радиусом около 1300 км и жидкое внешнее ядро толщиной около 2200 км, между которыми иногда выделяется переходная зона. Температура на поверхности твёрдого ядра Земли предположительно достигает 6230±500 K (5960±500 °C), в центре ядра плотность может составлять около 12,5 т/м³, давление до 3,7 млн атм (375 ГПа). Масса ядра — 1,932⋅1024 кг.
Известно о ядре очень мало — вся информация получена косвенными геофизическими или геохимическими методами. Образцы вещества ядра пока недоступны.

## История изучения
Вероятно, одним из первых предположение о существовании внутри Земли области повышенной плотности высказал Генри Кавендиш, который вычислил массу и среднюю плотность Земли и установил, что она значительно больше, чем плотность, характерная для пород, выходящих на земную поверхность.
Существование ядра было доказано в 1897 году немецким сейсмологом Э. Вихертом.
Основоположник геохимии В. М. Гольдшмидт в 1922 году предположил, что ядро образовалось путём гравитационной дифференциации первичной Земли в период её роста или позже. Другую гипотезу — о том, что железное ядро возникло ещё в протопланетном облаке — развивали немецкий учёный А. Эйкен (1944), американский учёный Е. Орован и советский учёный А. П. Виноградов (1960-е — 1970-е).
В 1941 году Кун и Ритман, основываясь на гипотезе одинаковости состава Солнца и Земли и на расчётах фазового перехода в водороде, предположили, что земное ядро состоит из металлического водорода. Эта гипотеза не прошла экспериментальную проверку: эксперименты по ударному сжатию показали, что плотность металлического водорода примерно на порядок меньше, чем плотность ядра. Тем не менее позже она была принята для объяснения строения планет-гигантов — Юпитера, Сатурна и других. До недавнего времени предполагалось, что магнитное поле таких планет возникает именно в металлическом водородном ядре, однако в 2016 году учёные из США и Великобритании, создав условия, близкие к ядру при мгновенном сжатии, когда создаётся давление в 1,5 млн атмосфер и высокая температура в несколько тысяч градусов, смогли получить третье промежуточное состояние водорода, при котором он имеет свойства и металла, и газа. В этом состоянии он не пропускает видимый свет, в отличие от ИК-излучения, поэтому его назвали «тёмный водород». Он переносит энергию от ядра, что, в частности, объясняет, почему верхние слои газовых гигантов значительно теплее, чем должны быть, а также обладает электропроводностью, хотя и худшей, чем металлический водород, поэтому он играет ту же роль, что и внешнее ядро на Земле.
Кроме того, В. Н. Лодочников и У. Рамзай предположили, что нижняя мантия и ядро имеют одинаковый химический состав — на границе ядро-мантия при 1,36 Мбар мантийные силикаты переходят в жидкую металлическую фазу (металлизированное силикатное ядро).
В 2015 году стало известно, что в жидкой части ядра есть третий слой. Анализ сейсмических волн позволил группе геологов под руководством профессора Сяодуна Суна (Xiaodong Song) из университета Иллинойса сделать вывод, что ядро у Земли не двухслойное, а трёхслойное.
Новое исследование, изначально опубликованное в «Physics of the Earth and Planetary Interiors», предполагает, что состояние внутреннего ядра нашей планеты варьируется от твердого до полумягкого и даже жидкого.
По словам Джессики Ирвинг, сейсмолога из Бристольского университета в Англии, «Чем больше мы изучаем [ядро], тем больше понимаем, что это не просто скучный кусок железа, мы находим совершенно новый скрытый мир».

## Состав ядра
О составе ядра существуют лишь косвенные данные, полученные различными путями. По-видимому, из доступных материалов наиболее близки по составу к земному ядру железные метеориты, которые представляют собой фрагменты ядер астероидов и протопланет. Однако железные метеориты не могут дать точное представление о веществе земного ядра, так как они образовались в гораздо меньших телах, а значит, при других физико-химических условиях.
С другой стороны, сейсмические исследования дают точный размер ядра, а из данных гравиметрии известна его плотность, и это накладывает на его состав дополнительные ограничения. Так как плотность ядра примерно на 5—10 % меньше, чем плотность сплавов железо-никель, то предполагается, что ядро Земли содержит больше легких элементов, чем железные метеориты. Среди вероятных кандидатов: сера, кислород, кремний, углерод, фосфор, водород.
Наконец, состав ядра можно оценить, исходя из геохимических и космохимических соображений. Если каким-либо образом рассчитать первичный состав Земли и вычислить, какая доля элементов находится в других геосферах, то тем самым можно построить оценки состава ядра. Большую помощь в таких вычислениях оказывают высокотемпературные и высокобарические эксперименты по распределению элементов между расплавленным железом и силикатными фазами.
| Источник                            | Si, wt.% | Fe, wt.%  | Ni, wt.%   | S, wt.%    | O, wt.%    | Mn, ppm | Cr, ppm | Co,ppm | P, ppm |
| ----------------------------------- | -------- | --------- | ---------- | ---------- | ---------- | ------- | ------- | ------ | ------ |
| Allegre et al., 1995, Table 2 p 522 | 7,35     | 79,39 ± 2 | 4,87 ± 0,3 | 2,30 ± 0,2 | 4,10 ± 0,5 | 5820    | 7790    | 2530   | 3690   |
| Mc Donough, 2003, Table 4 p 556     | 6,0      | 85,5      | 5,20       | 1,90       | ~0         | 300     | 9000    | 2500   | 2000   |

В апреле 2015 года ученые из Оксфордского университета предложили теорию, согласно которой содержание урана в ядре Земли на несколько миллиардных долей выше, чем предполагалось ранее. Подобное заявление привело к распространению в СМИ громких заметок о якобы открытии у Земли уранового ядра.

## Магнитное поле Земли
Магнитное поле Земли создается внутренними структурами планеты. Существует заблуждение, будто бы оно создается ферромагнитными материалами внутреннего ядра (наподобие постоянного магнита), хотя ферромагнитные свойства железа пропадают при температурах выше точки Кюри.
Общепринятая гипотеза, объясняющая образование магнитного поля Земли, называется геодинамо. Согласно ей, магнитное поле образуется за счет движения электропроводящей жидкости во внешнем ядре.